# Cephalotes kukulcan
Espèce
Synonymes
Cephalotes kukulcan est une espèce de fourmis arboricoles du genre Cephalotes.

## Distribution
C. kukulcan est trouvée dans une géographie spécifique d'Amérique Centrale, de la région mexicaine du Quintana Roo au Nord, jusqu'au Costa Rica au sud de son aire naturelle d'implantation.
La famille des Myrmicinae, dont font partie les Cephalotes, représente 48% des espèces de fourmis dans le monde pour environ 53% des individus.

## Description
Cephalotes kukulcan fut décrite et classifiée pour la première fois par l'entomologiste américain en (en))en 1999.
Comme les autres espèces du genre Cephalotes, elles sont caractérisées par l'existence de soldats spécialisés dotés d'une tête surdimensionnée et plate ainsi que des pattes plus plates et plus larges que leurs cousines terrestres. Elles peuvent ainsi se déplacer d'un arbre à un autre dans une forêt.

## Publication originale
Diversity and Adaptation in the Ant Genus Cephalotes Past and Present (Hymenoptera, Formicidae)